# XV. Budapester Bezirk
Der XV. Bezirk der ungarischen Hauptstadt Budapest besteht aus den Stadtteilen Rákospalota, Pestújhely und Újpalota und wird daher auch Rákospalota-Pestújhely-Újpalota genannt. Er liegt im nordöstlichen Teil von Pest.

## Lage und Beschreibung
Der 15. Bezirk befindet sich links der Donau am Stadtrand von Budapest gelegen und grenzt im Norden und Osten an die Städte Dunakeszi und Fót sowie die Gemeinde Csömör. Nachbarbezirke sind der IV. Bezirk (Újpest) im Westen, XIV. Bezirk (Zugló) im Süden und der XVI. Bezirk im Osten. Der Bezirk wird westlich von der Bahnstrecke Budapest-Szob, südlich von der Budapester Ringbahn (Körvasút) und östlich von der Straße Rákospalotai határút begrenzt. Im Norden folgt die Grenze ungefähr dem Verlauf der Budapester Ringautobahn M0.
Den weitaus größten Teil der Fläche des XV. Bezirks nimmt der Stadtteil Rákospalota ein, sodass sein Name teilweise auch synonym für den gesamten Bezirk verwendet wird. Der Stadtteil besteht überwiegend aus Reihenhäusern sowie einem großen Gewerbegebiet am Stadtrand. Eine Besonderheit in der Siedlungsstruktur stellt die Wohnsiedlung MÁV-telep dar, die Anfang des 20. Jahrhunderts für Angestellte mittleren Einkommens der ungarischen Staatsbahnen (MÁV) im Stil einer Gartenstadt (ähnlich dem Wekerle-telep) errichtet wurde. Auf dem Gebiet von Rákospalota liegen außerdem die beiden Einkaufszentren Pólus und Asia Center.
Pestújhely ist mit Rákospalota zusammengewachsen, beide Stadtteile ähneln sich in ihrer Siedlungsstruktur. Dort befindet sich mit dem Pesti Északi Kórház das einzige Krankenhaus des Bezirks.
Der Stadtteil Újpalota besteht überwiegend aus großen Wohnblöcken, die zwischen 1970 und 1975 in Plattenbauweise errichtet wurden. Er umfasst insgesamt 15.400 Wohnungen, in denen 36.259 Menschen (Stand 2001) und damit fast ebenso viele wie im flächenmäßig deutlich größeren Rákospalota leben.

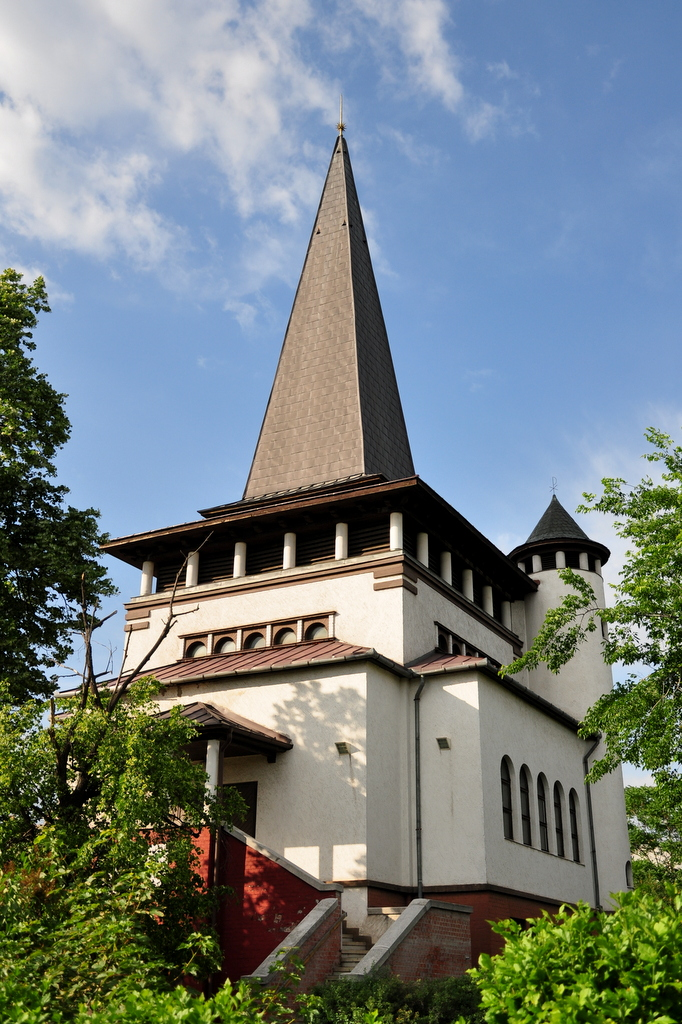
Evangelische Kirche im MÁV-telep
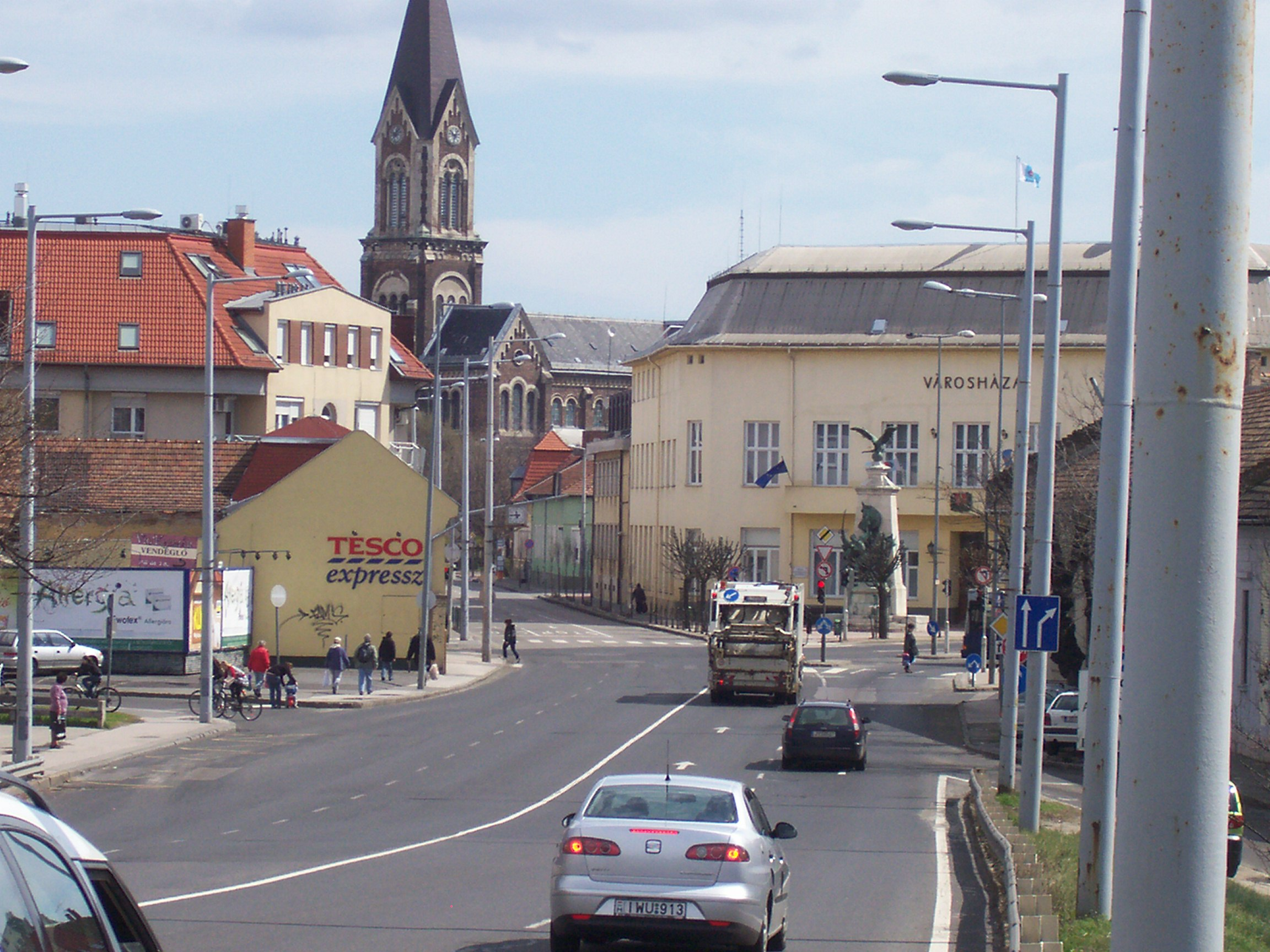
Hubay Jenő tér mit dem Rathaus von Rákospalota (rechts)
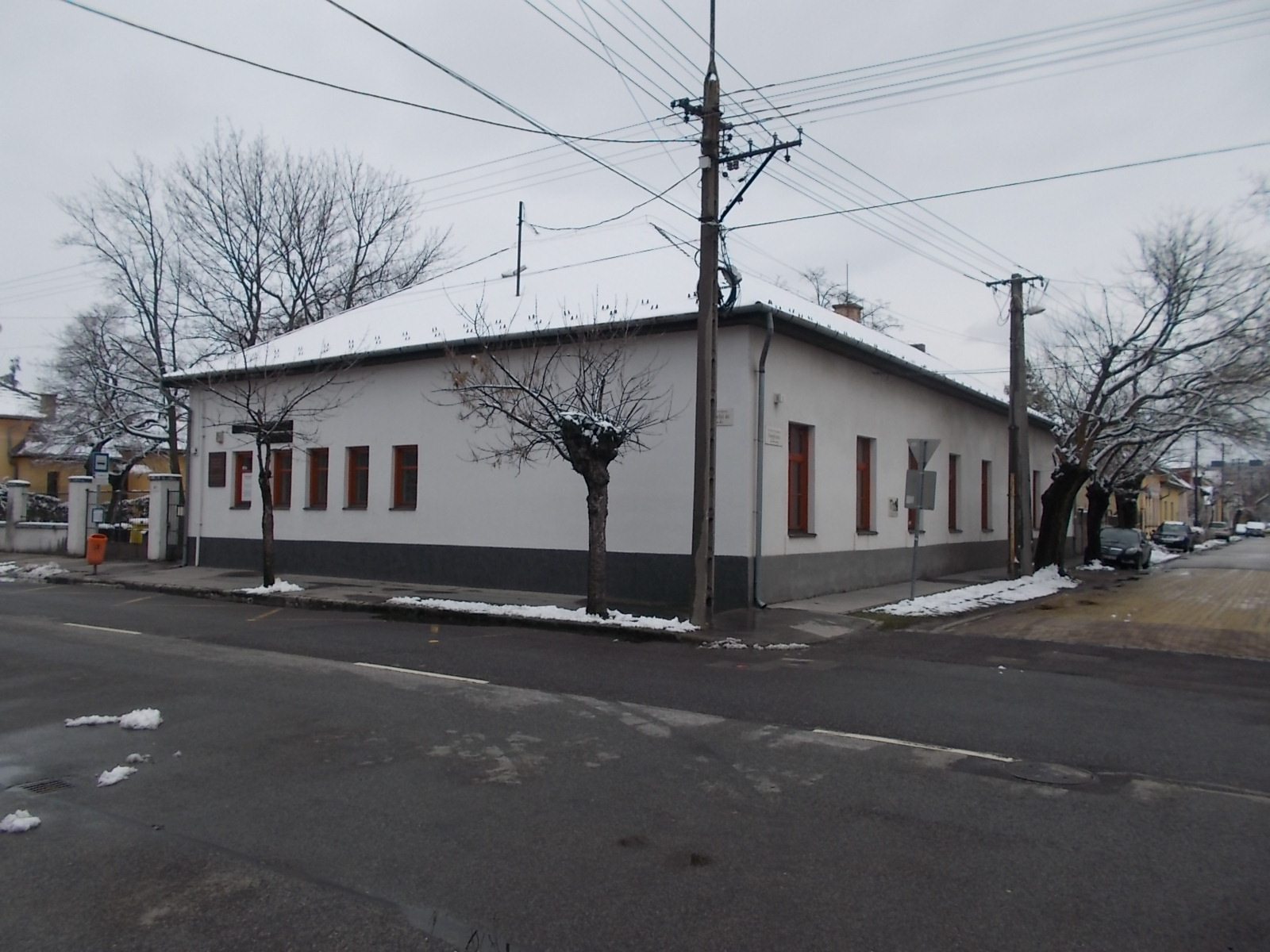
Rákospalota-Museum in Pestújhely
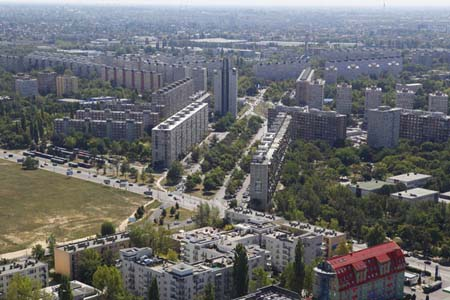
Luftbild von Újpalota

## Geschichte
Rákospalota wurde 1281 unter dem Namen Nyír erstmals erwähnt. Im 14. Jahrhundert erhielt das Dorf den Namen Palota, der sich in der ersten Hälfte des 19. Jahrhunderts zum heutigen Namen wandelte. Der Ort erlebte durch den Bau der 1845 fertiggestellten Bahnstrecke von Pest nach Vác (der heutigen Bahnstrecke Budapest−Szob) einen Aufschwung, in dessen Folge Rákospalota 1872 an die Pferdebahn und 1894 an das Budapester Straßenbahnnetz angeschlossen wurde. 1909 wurde auch Pestújhely eine selbstständige Gemeinde. Rákospalota erhielt 1923 das Stadtrecht. In Rákospalota wohnten 1941 2240 Juden, sie wurden im Mai 1944 ghettoisiert und Ende Juni 1944 mit den Juden aus Pestújhely in einer Ziegelei in Budakalász gesammelt und von dort in das KZ Auschwitz deportiert.
Rákospalota und Pestújhely wurden im Januar 1950 nach Budapest eingemeindet und bildeten gemeinsam den 15. Bezirk der Hauptstadt. In den 1960er-Jahren begannen die Planungen für den Bau der Plattenbausiedlung Újpalotai lakótelep, die bei ihrer Fertigstellung 1975 die größte Siedlung ihrer Art in Ungarn war. Der Stadtbezirk erreichte daraufhin eine Einwohnerzahl von über 100.000, die seitdem auf etwa 80.000 abgenommen hat.

## Sport

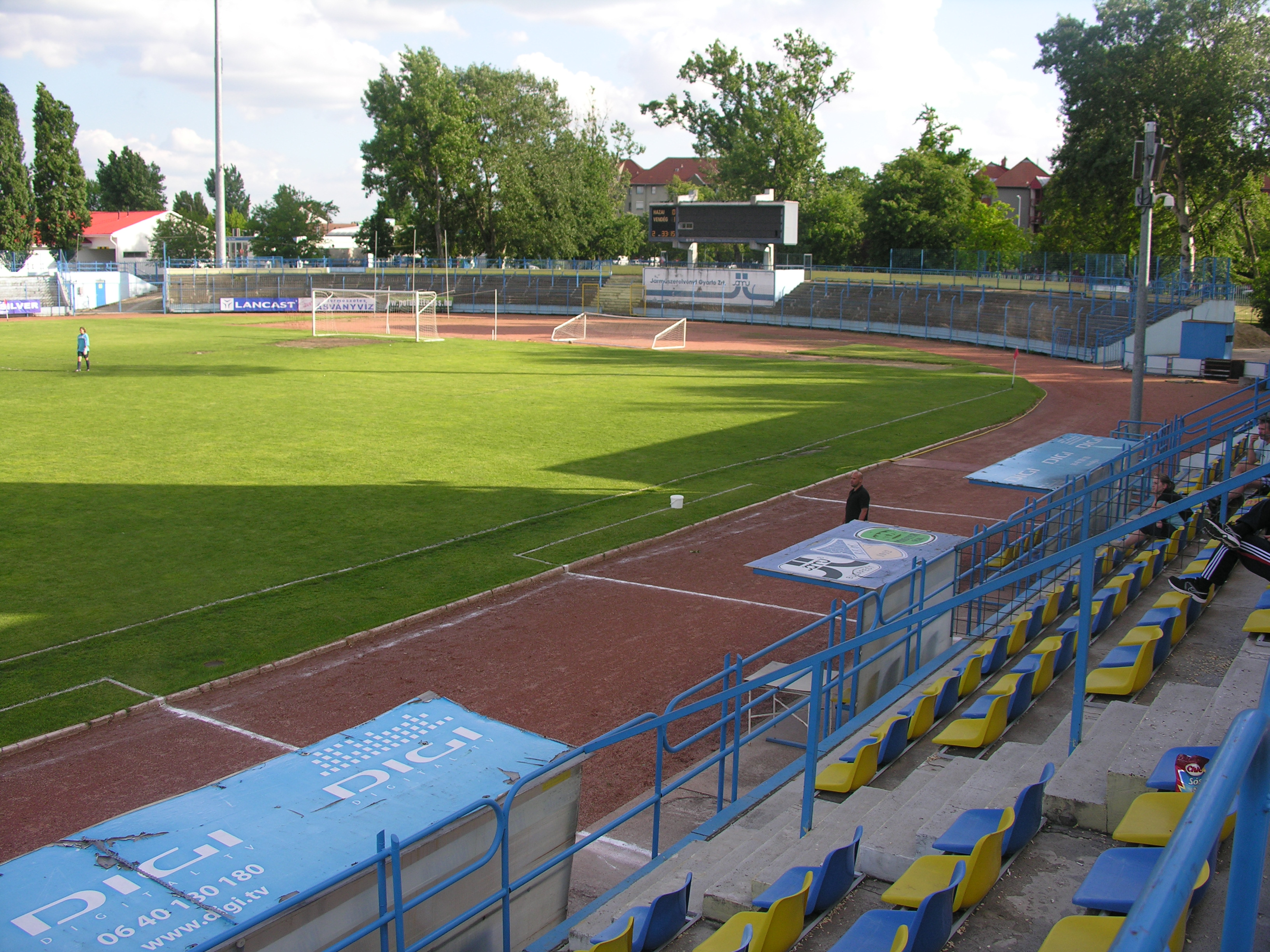
Budai II. László Stadion

Im 15. Bezirk spielt der Fußballverein Rákospalotai EAC, der seine Heimspiele im 10.000 Zuschauer fassenden Budai II. László Stadion austrägt und zwischen 2005 und 2009 in der ersten ungarischen Liga (Nemzeti Bajnokság) spielte. Mit dem 1. FC Femina, der im selben Stadion spielt, ist ein Verein aus dem Bezirk ungarischen Rekordmeister im Frauenfußball.

## Partnerstädte
Der Bezirk hat elf Partnerstädte bzw. -bezirke:
- Dabas, Ungarn
- Donji Kraljevec, Kroatien
- Liesing (23. Gemeindebezirk), Wien, Österreich
- Linyi, China
- Marzahn-Hellersdorf, Berlin, Deutschland
- Mosonmagyaróvár, Ungarn
- Nad jazerom, Košice, Slowakei
- Obervellach, Österreich
- Sanming, China
- Toplița, Rumänien
- Tótszentmárton, Ungarn
- Štip, Macedonien
- Kavadarci, Macedonien